# Elisabeth Rehn
Elisabeth Rehn (ur. 6 kwietnia 1935 w Helsinkach) – fińska polityk, działaczka mniejszości szwedzkojęzycznej, deputowana do Eduskunty, posłanka do Parlamentu Europejskiego IV kadencji, w latach 1990–1995 minister obrony (pierwsza w świecie kobieta na takim stanowisku), kandydatka w wyborach prezydenckich w Finlandii w 1994 i 2000.

## Życiorys
Kształciła się w szkole ekonomicznej Svenska handelshögskolan, dyplom uzyskała w 1957. Do 1979 pracowała w różnych zawodach, m.in. jako pracownik biurowy i menedżer. Zaangażowała się w działalność polityczną w ramach Szwedzkiej Partii Ludowej, zasiadała we władzach krajowych tego ugrupowania. Była także radną gminy Kauniainen (1973–1979) i wiceprzewodniczącą Fińskiego Czerwonego Krzyża (1983–1987). Kierowała również fińskim oddziałem UNICEF-u.
Od 1979 do 1995 sprawowała mandat posłanki do Eduskunty. W latach 1990–1995 pełniła funkcję ministra obrony w rządach, którymi kierowali Harri Holkeri i Esko Aho. W gabinecie tego drugiego od 1991 była ponadto ministrem w ministerstwie spraw społecznych i zdrowia, odpowiadała za sprawy równościowe. W latach 1995–1996 była eurodeputowaną w ramach delegacji krajowej po akcesji Finlandii do Unii Europejskiej. W PE IV kadencji wchodziła w skład frakcji liberalnej.
Dwukrotnie startowała w wyborach prezydenckich – w 1994 przegrała w drugiej turze z Marttim Ahtisaarim, w 2000 zakończyła swój udział na etapie pierwszej tury głosowania. Była później specjalnym wysłannikiem sekretarza generalnego Organizacji Narodów Zjednoczonych ds. praw człowieka w krajach byłej Jugosławii. Od 1998 do 1999 zajmowała stanowisko zastępcy sekretarza generalnego ONZ. W latach 2001–2002 pracowała jako ekspertka w Funduszu Narodów Zjednoczonych na Rzecz Kobiet (UNIFEM). Przewodniczyła też radzie dyrektorów funduszu na rzecz ofiar przy Międzynarodowym Trybunale Karnym.